# Татьянки
Татьянки — деревня в Лотошинском районе Московской области России.
Относится к городскому поселению Лотошино, до реформы 2006 года относилась к Кировскому сельскому округу. Население — 0 чел. (2010).

## География
Расположена в северной части городского поселения, примерно в 9 км к северо-западу от районного центра — посёлка городского типа Лотошино, на левом берегу реки Руссы, впадающей в Лобь. Соседние населённые пункты — деревни Калицино, Звягино, Пешки, а также Афанасово сельского поселения Микулинское.

## Название
На карте Тверской губернии 1850 года А. И. Менде и специальной карте европейской России 1871 года И. А. Стрельбицкого обозначена как Татьянкина, на карте Генштаба 1982 года — Татьянкино (нежилая).
Постановлением Правительства Российской Федерации № 1408 от 21.12.1999 деревне присвоено нынешнее название — Татьянки.

## Исторические сведения
По сведениям 1859 года — деревня Татьянковской волости Старицкого уезда Тверской губернии (Калицынский приход) в 49 верстах от уездного города, на равнине, при реке Русце, с 35 дворами, 3 прудами, 13 колодцами и 238 жителями (116 мужчин, 122 женщины).
В «Списке населённых мест» 1862 года Татьянкино — казённая деревня 2-го стана Старицкого уезда по Волоколамскому и Гжатскому трактам, при реке Рузце, с 34 дворами и 241 жителем (120 мужчин, 121 женщина).
В 1886 году — 43 двора, 261 житель (124 мужчины, 137 женщин), 43 семьи.
В 1915 году насчитывался 41 двор, а деревня относилась к Федосовской волости.
С 1929 года — населённый пункт в составе Лотошинского района Московской области.

## Население
| 1859 | 1886 | 2002 | 2006 | 2010 |
| ---- | ---- | ---- | ---- | ---- |
| 241  | ↗261 | ↘3   | ↘1   | ↘0   |